# Печкуры
Печкуры— деревня в Смоленской области России, в Починковском районе. Население — 82 жителя (2007 год). Расположена в южной части области в 38 км к югу от Починка, в 17,5 км северо-западнее Рославля, у автодороги Шумячи — Борщёвка А141, на берегу реки Стометь. В 7 км к востоку от деревни станция Крапивенская на железнодорожной ветке Смоленск – Рославль. Входит в состав Краснознаменского сельского поселения.

## Достопримечательности
- Комплекс археологических памятников:
  - Общегосударственного значения: стоянка эпохи неолита на левом Стомети при в 2 км к юго-востоку от деревни, относится к 3-му, 2-му тысячелетиям до н.э.
  - Регионального значения: могильник бронзового века на территории деревни (был уничтожен в 60-х, 70-х годах XX века при разработке песчаного карьера).
  - 2 кургана в 2 км к юго-востоку от деревни.